# Station Salses
Station Salses is een spoorwegstation in de Franse gemeente Salses-le-Château. Het wordt bediend door treinen van de TER Occitanie.